# Barb Honchak
Barb Honchak (Edwardsville, 30 de agosto de 1979) é uma lutadora de artes marciais mistas estadunidense. Ela foi a primeira Campeã Peso Mosca do Invicta FC. Ela tem quatro vitórias no Invicta FC, e possui vitórias notáveis sobre Vanessa Porto, Roxanne Modafferi, Leslie Smith e Felice Herrig.
Honchak é atualmente a lutadora de MMA número #6 P4P do mundo, de acordo com o MMARising.com, e a lutadora peso-mosca-feminino número #1, de acordo com o Unified Women's MMA Rankings.

## Carreira no MMA
Honchak compilou um cartel de 8-1 no MMA amador, e fez sua estreia profissional em 28 de novembro de 2009.
Em sua quarta luta profissional, Honchak derrotou Felice Herrig, no Hoosier FC 6, em 14 de janeiro de 2011.
Honchak ganhou mais três lutas em 2011, derrotando Amber McAvoy e Nina Ansaroff por decisão, e Roxanne Modafferi por finalização (mata-leão).

### Invicta Fighting Championships
Honchak fez sua estreia no Invicta Fighting Championships em 28 de julho de 2012, no Invicta FC 2: Baszler vs. McMann. Ela derrotou Bethany Marshall por TKO no segundo round.
Em 28 de outubro de 2012, Honchak enfrentou Aisling Daly, no Invicta FC 3: Penne vs. Sugiyama. Ela derrotou Daly por decisão unânime.
A vitória sobre Daly fez Honchak ter a chance de disputar o Cinturão Peso Mosca Inaugural do Invicta FC, em 5 de abril de 2013, no Invicta FC 5: Penne vs. Waterson. Ela derrotou Vanessa Porto por decisão unânime, tornando-se a primeira Campeã Peso Mosca do Invicta FC.
Honchak enfrentou Leslie Smith, no Invicta FC 7: Honchak vs. Smith, em 7 de dezembro de 2013. Ela defendeu com sucesso seu cinturão do Invicta FC, ganhando por decisão unânime.
Honchak enfrentou Takayo Hashi, no Invicta FC 9, em 1 de novembro de 2014, e defendeu com sucesso seu título, com outra vitória por decisão unânime.

### The Ultimate Fighter
Em agosto de 2017, foi anunciado que, depois de alguns anos de distância do esporte, Honchak seria uma das lutadoras que participariam do The Ultimate Fighter 26, onde seria realizado o processo para coroar a primeira campeã peso-mosca-feminino do UFC.
Nas preliminares, Honchak derrotou Gillian Robertson por TKO no segundo round, passando para a próxima etapa da competição. Nas quartas de final, Honchak enfrentou Rachael Ostovich-Berdon, e ganhou a luta por decisão unânime após dois rounds. Nas semifinais, Honchak enfrentou Nicco Montaño. Ela perdeu a luta por decisão unânime após três rounds.

### Ultimate Fighting Championship
Honchack enfrentaria Roxanne Modafferi, em 1 de dezembro de 2017, no The Ultimate Fighter 26 Finale. No entanto, no dia da pesagem, Sijara Eubanks foi retirada da luta por insuficiência renal ao tentar atingir o peso, e foi substituída por Modafferi para enfrentar Nicco Montaño. Honchak enfrentou Lauren Murphy. Em uma luta equilibrada, Honchak perdeu por decisão dividida.

## Vida pessoal
Honchak possui um diploma de bacharel em biologia molecular, e um mestrado em genética ecológica. Ela é casada, seu marido chama-se Timm.

## Campeonatos e realizações

### Artes marciais mistas
- Invicta FC
  - Campeã Peso Mosca do Invicta FC (uma vez)
  - Duas Defesas de Título bem-sucedidas
  - Luta da Noite (uma Vez) vs. Leslie Smith
- Women's MMA Awards
  - Lutadora do Ano (2013)
  - Peso-mosca do ano (2013)
- AwakeningFighters.com WMMA Awards
  - Peso-mosca do ano (2013)[31]

## Cartel no MMA
| Cartel no MMA   |             |            |
| 13 lutas        | 10 vitórias | 3 derrotas |
| Por nocaute     | 1           | 0          |
| Por finalização | 2           | 0          |
| Por decisão     | 7           | 3          |

| Res.    | Cartel | Oponente          | Método                        | Evento                                            | Data       | Round | Tempo | Local                       | Notas                                                        |
| ------- | ------ | ----------------- | ----------------------------- | ------------------------------------------------- | ---------- | ----- | ----- | --------------------------- | ------------------------------------------------------------ |
| Derrota | 10-4   | Roxanne Modafferi | Nocaute Técnico (cotoveladas) | The Ultimate Fighter: Undefeated                  | 06/07/2018 | 2     | 3:32  | Las Vegas, Nevada           |                                                              |
| Derrota | 10-3   | Lauren Murphy     | Decisão (dividida)            | The Ultimate Fighter: A New World Champion Finale | 01/12/2017 | 3     | 5:00  | Las Vegas, Nevada           |                                                              |
| Vitória | 10-2   | Takayo Hshi       | Decisão (unânime)             | Invicta FC 9: Honchak vs. Hashi                   | 01/11/2014 | 5     | 5:00  | Davenport, Iowa             | Defendeu o Cinturão Peso Mosca do Invicta FC.                |
| Vitória | 9-2    | Leslie Smith      | Decisão (unânime)             | Invicta FC 7: Honchak vs. Smith                   | 07/12/2013 | 5     | 5:00  | Kansas City, Missouri       | Defendeu o Cinturão Peso Mosca do Invicta FC. Luta da Noite. |
| Vitória | 8-2    | Vanessa Porto     | Decisão (unânime)             | Invicta FC 5: Penne vs. Waterson                  | 05/04/2013 | 5     | 5:00  | Kansas City, Missouri       | Ganhou o Cinturão Peso Mosca Inaugural do Invicta FC.        |
| Vitória | 7-2    | Aisling Daly      | Decisão (unânime)             | Invicta FC 3: Penne vs. Sugiyama                  | 06/10/2012 | 3     | 5:00  | Kansas City, Kansas         |                                                              |
| Vitória | 6-2    | Bethany Marshall  | Nocaute Técnico (socos)       | Invicta FC 2: Baszler vs. McMann                  | 28/07/2012 | 2     | 1:22  | Kansas City, Kansas         |                                                              |
| Vitória | 5-2    | Roxanne Modafferi | Finalização (mata leão)       | BEP 5: Breast Cancer Beatdown                     | 01/10/2011 | 3     | 1:46  | Fletcher, Carolina do Norte |                                                              |
| Vitória | 4-2    | Nina Ansaroff     | Decisão (unânime)             | Crowbar MMA: Spring Brawl 2                       | 29/04/2011 | 3     | 5:00  | Fargo, Dacota do Norte      |                                                              |
| Vitória | 3-2    | Amber McAvoy      | Decisão (unânime)             | WC: Wright Fights 2                               | 11/03/2011 | 3     | 5:00  | St. Charles, Missouri       |                                                              |
| Vitória | 2-2    | Felice Herrig     | Decisão (unânime)             | Hoosier FC 6: New Years Nemesis                   | 14/01/2011 | 3     | 5:00  | Valparaiso, Indiana         |                                                              |
| Derrota | 1-2    | Angela Magaña     | Decisão (dividida)            | Ultimate Women Challenge                          | 24/09/2010 | 3     | 5:00  | St George, Utah             |                                                              |
| Derrota | 1-1    | Cat Zingano       | Decisão (unânime)             | Fight to Win: Phenoms                             | 30/01/2010 | 3     | 5:00  | Denver, Colorado            | Pelo Cinturão Peso-Galo-Feminino do Fight To Win.            |
| Vitória | 1-0    | Monica Lovato     | Finalização (mata leão)       | KOTC: Horse Power                                 | 28/11/2009 | 2     | 3:58  | Mescalero, Novo México      |                                                              |

### Cartel noTUF 26
| Res.    | Cartel | Oponente                | Método                                | Evento                                     | Data                  | Round | Tempo | Local             | Notas            |
| ------- | ------ | ----------------------- | ------------------------------------- | ------------------------------------------ | --------------------- | ----- | ----- | ----------------- | ---------------- |
| Derrota | 2-1    | Nicco Montaño           | Decisão (unânime)                     | The Ultimate Fighter: A New World Champion | 22/11/2017 (exibição) | 3     | 5:00  | Las Vegas, Nevada | Semifinal        |
| Vitória | 2-0    | Rachael Ostovich-Berdon | Decisão (unânime)                     | The Ultimate Fighter: A New World Champion | 15/11/2017 (exibição) | 2     | 5:00  | Las Vegas, Nevada | Quartas de Final |
| Vitória | 1-0    | Gillian Robertson       | Nocaute Técnico (socos e cotoveladas) | The Ultimate Fighter: A New World Champion | 04/10/2017 (exibição) | 2     |       | Las Vegas, Nevada | Luta Preliminar  |